# Roxana Blanco
Roxana Blanco (n. 6 noiembrie 1967, Montevideo, Uruguay) este o actriță uruguayană. Pentru rolul său din filmul Matar a Todos (2007), A câștigat premiul pentru cea mai bună actriță la Festivalul de Film de la Havana.

## Filmografie
- 2012: El muerto y ser feliz ... Érika
- 2012: El sexo de las madres ... Laura
- 2012: La demora ... María
- 2009: Las Novias de Travolta (TV) ...Gabriela
- 2008: Nochebuena ... Carlota
- 2007: Matar a Todos ... Julia
- 2005: Alma mater ...Pamela